# ترانسافيا فرنسا

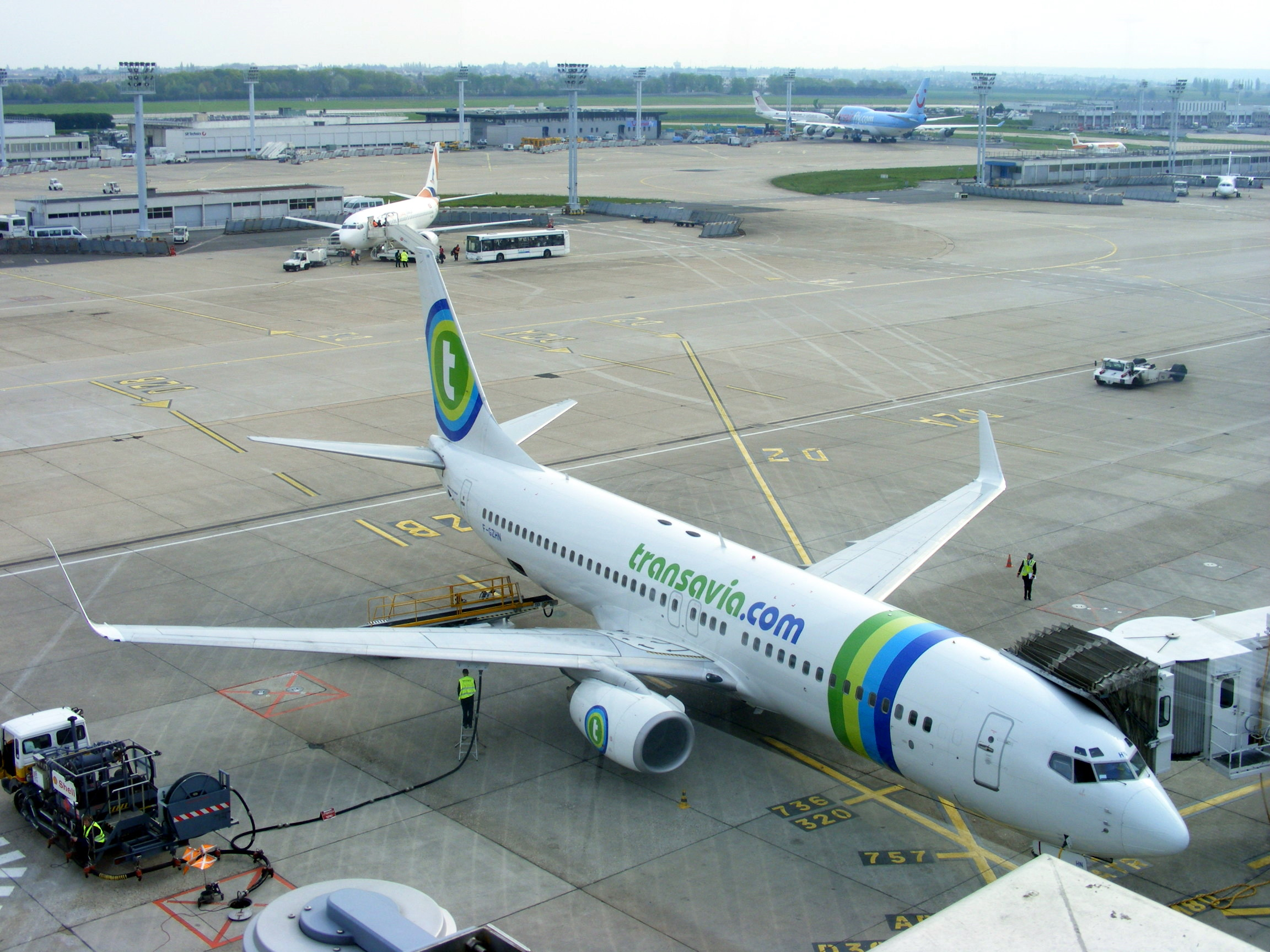
ترانسافيا فرنسا بوينغ 737 بـ مطار باريس أورلي

ترانسافيا فرنسا (سابقا: ترانسافيا.كوم) هي شركة طيران فرنسية منخفضة التكلفة. مملوكة لشركة الخطوط الجوية الفرنسية، مركزها الأساسي هو مطار باريس أورلي، وهي تشترك في تصميمها وموقعها الإلكتروني ونموذجها التشغيلي مع شركتها الشقيقة الهولندية، ترانسافيا هولندا.

## وجهات منتظمة
- انطلاقا من باريس أورلي:
  - أوروبا:كراكوفيا ، كناريا الكبرى ، لانزاروتي ، بورتو ، إشبيلية ، تينيريف ، بلرم ، رودوس ، فيورتيفانتورا ، قطانية ، كاندية ، إيبيزا ، أولبيا ، ريجيافيك .
  - آسيا: إزمير ، أنطاليا .
  - أفريقيا: أغادير ، جربة ، الغردقة ، الأقصر ، مراكش ، المنستير ، وجدة ، توزر ، فاس .
- انطلاقا من مطار نانت الأطلنطي:
  - أوروبا:كاندية ، ماديرا ، بورتو ، ميورقة .
  - أفريقيا:جربة ، مراكش ، المنستير .
- انطلاقا من مطار ليون سانت إكزوبيري:
  - أوروبا: كاندية .
  - أفريقيا:جربة ، المنستير .

## وصلات خارجية
- الموقع الرسمي
- أسطول ترانسافيا.كوم فرنسا